# 내털리 무어헤드

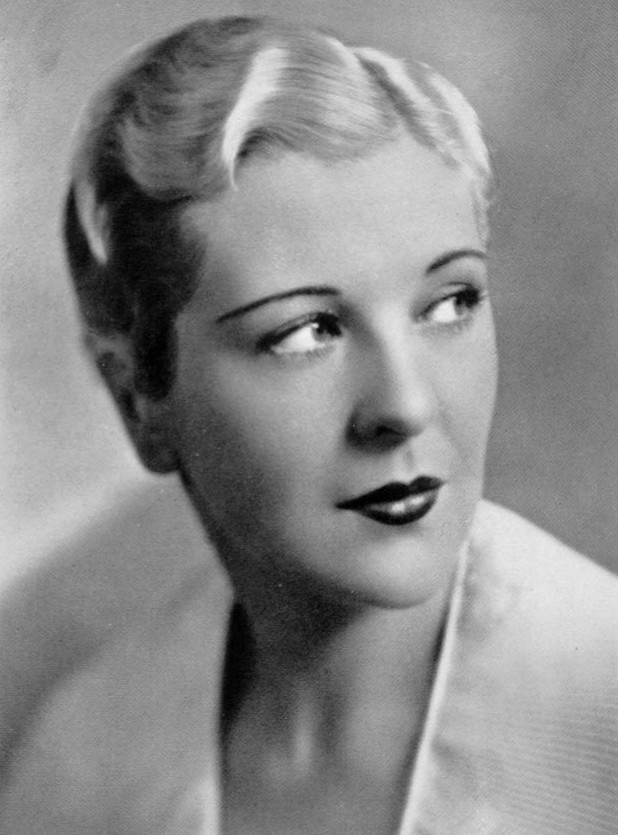

내털리 무어헤드(영어: Natalie Moorhead, 1901년 7월 27일 ~ 1992년 10월 6일)는 미국의 연극 배우, 영화배우이다.
피츠버그에서 태어났으며 몬테시토에서 사망하였다. 사인은 질병이다.

## 영화
- 엔터테인먼트 (1974년)
- 여자들 (1939년)
- 그림자 없는 남자 (1934년)
- 커튼 엣 에이트 (1933년)
- 쓰리 와이즈 걸스 (1932년)
- 스프링 이즈 히어 (1930년)
- 쇼 걸 인 헐리우드 (1930년)